# Digitální osciloskop

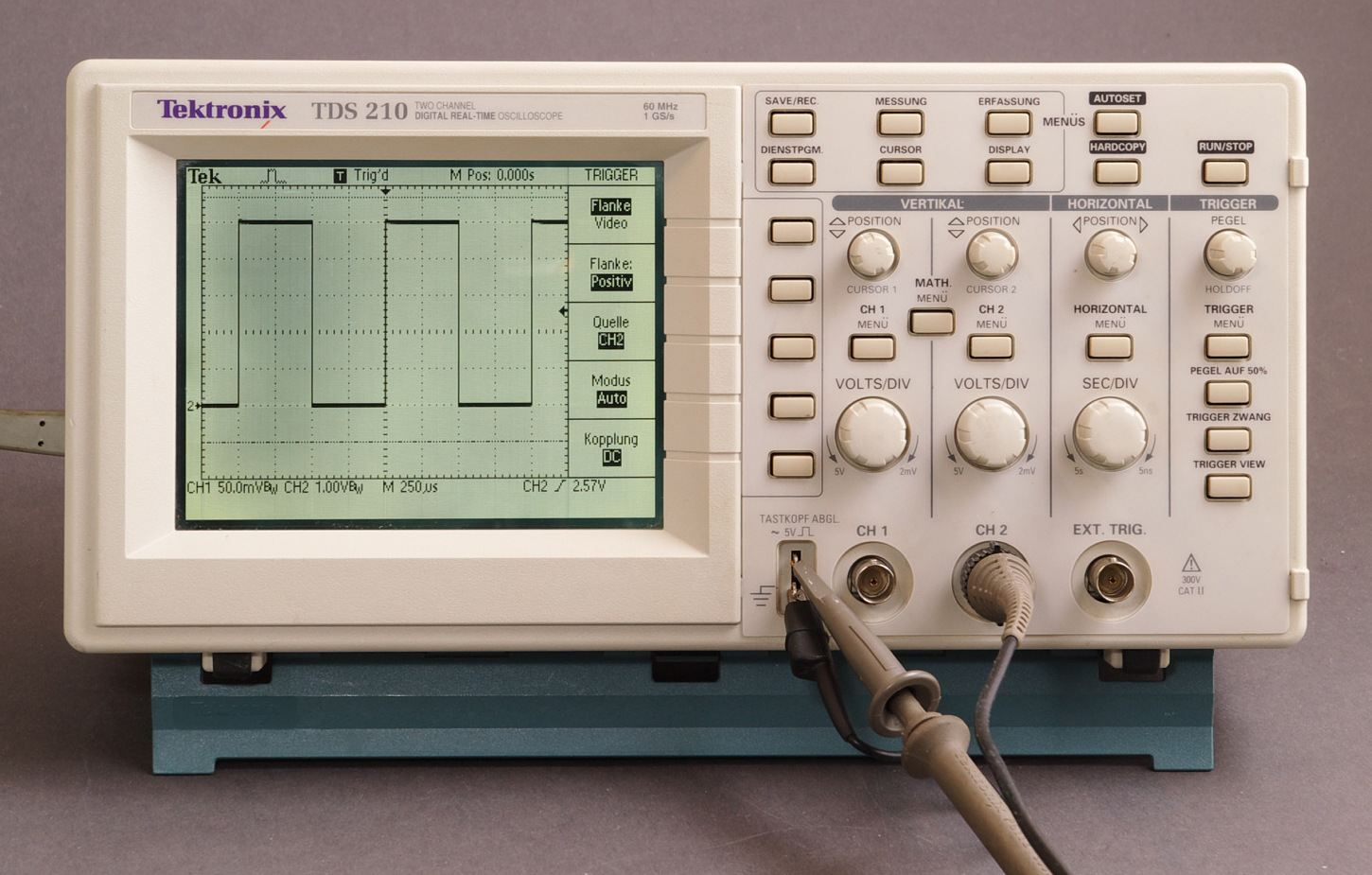
Digitální osciloskop Tektronix TDS210

Digitální osciloskop měří signál jen v určité časové okamžiky. A/D převodník upraví signál do digitální podoby a uchová v číslicové paměti. Signál se pak zobrazuje na obrazovce s elektromagnetickým vychylováním (analogové osciloskopy mají vychylování elektrostatické) nebo na LCD displeji.

## Popis
Nejstarší digitální osciloskopy byly vlastně číslicovou pamětí dynamických dějů se zabudovaným analogovým osciloskopem, přístroj obsahoval i časovou základnu analogového osciloskopu a bylo ho možno přepínat i do analogového režimu, dnes se tato koncepce používá jen výjimečně.
Paměť digitálních osciloskopů je FIFO, která se po úplném naplnění přepisuje tak, že nejprve je přepsán nejdříve přijatý vzorek, potom druhý atd. Paměť osciloskopu je při připojení signálu neustále plněna vzorky a po jejím naplnění je její obsah kontinuálně přepisován. Po příchodu spouštěcího signálu je plnění paměti ihned nebo po zvoleném zpoždění zastaveno, a tak může být zobrazen zvolený úsek měřeného signálu. Současné digitální osciloskopy obsahují zabudovaný mikropočítač a digitalizovaný signál nepřevádějí zpět do analogové formy. Digitální signál zpracovává osciloskop v zabudovaném počítači a zobrazuje ho na displeji. V některých osciloskopech se používá pouze jeden analogově-digitální převodník přepínaný do jednotlivých kanálů.

## Vlastnosti
- Vzorkovací frekvence: rozhoduje o tom jak rychlý signál může být zobrazen (čím je frekvence vzorkování vyšší, tím rychlejší signál může být zobrazen). Musí být minimálně dvakrát větší než vzorkovaný signál, jinak dochází ke vzniku aliasingu. V praxi bývá vzorkovací frekvence až desetkrát větší než udávaný mezní kmitočet osciloskopu
- Napěťová citlivost: závisí na počtu bitů A/D převodníku (čím více bitů, tím větší přesnost). Typické A/D převodníky běžných osciloskopů mají rozlišení 8 bitů
- Hloubka paměti: určuje, jak dlouhý úsek měřeného signálu může být zaznamenán na jedno spuštění. Udává se v bodech záznamu

## Parametry digitálních osciloskopů
- Druh osciloskopu:
  - digitální paměťový (DSO)
  - digitální dosvitový (DPO)
  - pro smíšené signály (MSO)
  - pro smíšené domény (MDO)
  - digitální vzorkovací (DSA)
- Počet kanálů: 2–4
- Šířka pásma: od Hz po MHz
- Vzorkovací frekvence: běžně stovky MHz až jednotky GHz
- Hloubka paměti: u moderních osciloskopů řádově v milionech bodů záznamu (značí se Mpts), u zastaralých v tisících bodů záznamu (značí se kpts)
- Doba náběhu: řádově v nanosekundách
- Rozlišovací schopnost: dána A/D převodníkem
- Výpočet parametrů signálu: napětí špička – špička/efektivní/střední, minimální, maximální, atd.

## Nevýhody
- Složitost
- Možnost aliasingových chyb

## Výhody
- Ukazuje parametr signálu (např. max/min napětí, velikost špička – špička, efektivní hodnota, atd.)
- Vyšší přesnost
- Převedení naměřených dat do PC

## Zapamatování a zobrazení zvoleného úseku signálu
- Zobrazení před příchodem spouštěcího signálu – je možné proto, že signál je neustále nahráván do paměti osciloskopu a po příchodu spouštěcího signálu se tyto hodnoty zobrazí.
- Normální zobrazení – zobrazí se příslušný počet bodů po příchodu spouštěcího signálu.
- Zpožděné zobrazení – signál je zobrazen po uplynutí doby a je zpožděný od uplynutí doby co přišel spouštěcí signál.

## Způsoby vzorkování
- Vzorkování v reálném čase: vzorky jsou odebírány v pevně stanovené okamžiky, jejichž vzdálenost je dána vzorkovací dobou.
- Sekvenční vzorkování: používá se pouze pro periodické signály, kdy v každé periodě je odebrán pouze jeden vzorek a v následující periodě opět jeden vzorek, ale z místa vzdáleného od prvního odběru (vzdálenost je pevně dána).
- Náhodné vzorkování: pro periodické průběhy, rychlejší než sekvenční.

## Digitální osciloskop z PC
Běžný počítač se zvukovou kartou a vhodným software lze použít jako digitální osciloskop a spektrální analyzátor. Vstupní signály se přivádí přes mikrofonní nebo linkový vstup. Je-li karta stereofonní, jsou k dispozici pro měření současně dva kanály. Z principu zvukové karty plyne omezení, kterým je vstupní kmitočtový rozsah cca 20 Hz až 20 kHz. Pro základní nízkofrekvenční měření nebo pro výukové demonstrační účely však vyhoví.